# جزء متثني (عين)
الجُزء المُتَثَنِّي (بالإنجليزية: Pars plicata)‏ هي الجُزء الأمامي والمطوي من الجسم الهُدبي للعين، ويقع هذا الجزء إلى الأمام من الجُزء المسطح للجسم الهُدبي، وإلى الخلف من القزحية. ترتبط نطيقات زين بالجُزء المُتثني، حيثُ تستخدم للتحكم في تكيف العين.
تكمنُ وظيفة الجُزء المُتثني في إنتاج الخط المائي، وهو السائل الموجود في غرفة العين الأمامية. يؤدي إنتاجُ كمياتٍ كبيرة من الخلط الزجاجي أو حدوث التصريف بشكلٍ بطيئ إلى زيادة الضغط داخل العين.